# Bernadett Bódi
Bernadett Bódi (n. 9 martie 1986, în Szeged) este o handbalistă maghiară care joacă pentru clubul Győri Audi ETO KC și echipa națională a Ungariei pe postul de extremă dreapta.
Bódi a debutat internațional pe 2 martie 2005, împotriva Danemarcei. Ea a luat parte la Olimpiada din 2008 de la Beijing, unde echipa Ungariei a terminat pe locul 4, după ce a pierdut cu 20–22 în semifinala împotriva Rusiei, și cu 28–33 în fața Coreei de Sud în meciul pentru medaliile de bronz.
Bernadett Bódi a jucat cu echipa Ungariei la trei Campionate Europene (2008, 2010 și 2012, campionat la care a fost medaliată cu bronz), și a fost prezentă la Campionatul Mondial din 2009.
La nivel de club, cea mai mare performanță a sa este câștigarea alături de Győri Audi ETO KC, în 2014, a Ligii Campionilor EHF.

## Palmares
- Nemzeti Bajnokság I:
  -  Câștigătoare: 2005, 2006, 2014, 2016, 2017, 2018, 2019
  - Medalie de argint: 2004, 2007, 2015
  - Medalie de bronz: 2002, 2003

- Magyar Kupa:
  -  Câștigătoare: 2005, 2006, 2007, 2014, 2015, 2016, 2018, 2019
  - Medalie de argint: 2017
  - Medalie de bronz: 2010

- Liga Campionilor EHF:
  -  Câștigătoare: 2014, 2017, 2018, 2019
  - Finalistă: 2016

- Cupa EHF:
  - Finalistă: 2002, 2004, 2005

- Campionatul European pentru Junioare:
  -  Medalie de argint: 2002

- Campionatul Mondial pentru Junioare:
  -  Medalie de argint: 2003

- Campionatul European:
  -  Medalie de bronz: 2012